# Walschleben
Walschleben är en kommun och ort i Landkreis Sömmerda i förbundslandet Thüringen i Tyskland.
Kommunen ingår i förvaltningsgemenskapen Gera-Aue tillsammans med kommunerna Andisleben, Gebesee och Ringleben.